# Pôle d'équilibre territorial et rural de l'Ariège
Le pôle d’équilibre territorial et rural de l’Ariège est un pôle d'équilibre territorial et rural regroupant six communautés de communes du département de l’Ariège.

## Historique
Le pôle d’équilibre territorial et rural (PETR) de l’Ariège naît le 5 mars 2015 de la fusion des pays de Foix-Haute-Ariège, des Pyrénées cathares et des Portes d’Ariège-Pyrénées.
Certaines prérogatives ont été transféré au pôle d’équilibre territorial et rural, d'autres aux communautés de communes ou encore à des associations spécifiques comme le Pays d'art et d'histoire des Pyrénées Cathares qui est transféré à l'association  Tourisme, Culture et Patrimoine en Pyrénées Cathares, qui regroupe les offices de tourisme du pays d'Olmes et de Mirepoix.

## Structure
Il regroupe initialement 12 établissements publics de coopération intercommunale (EPCI) à fiscalité propre, ayant tous la nature juridique de communauté de communes :
1. la communauté de communes d'Auzat-Vicdessos (10 communes) ;
2. la communauté de communes de l'Arize (14 communes) ;
3. la communauté de communes de la Lèze (13 communes) ;
4. la communauté de communes du canton de Saverdun (11 communes) ;
5. la communauté de communes des Vallées d'Ax (39 communes) ;
6. la communauté de communes du canton de Varilhes (18 communes) ;
7. la communauté de communes du Donezan (7 communes) ;
8. la communauté de communes du Pays de Foix (25 communes) ;
9. la communauté de communes du pays de Mirepoix (33 communes) ;
10. la communauté de communes du Pays de Pamiers (24 communes) ;
11. la communauté de communes du Pays de Tarascon (20 communes) ;
12. la communauté de communes du Pays d'Olmes (23 communes).

Après une vague de fusions en 2017, il regroupe désormais :
1. la communauté d'agglomération Pays Foix-Varilhes (47 communes) ;
2. la communauté de communes de la Haute-Ariège (51 communes) ;
3. la communauté de communes des Portes d'Ariège Pyrénées (34 communes) ;
4. la communauté de communes du Pays de Mirepoix (33 communes) ;
5. la communauté de communes Arize Lèze (27 communes) ;
6. la communauté de communes du Pays d'Olmes (24 communes) ;
7. la communauté de communes du Pays de Tarascon (20 communes).

## Représentation
| Période  | Période  | Identité                        | Étiquette | Qualité                                                                                       |
| -------- | -------- | ------------------------------- | --------- | --------------------------------------------------------------------------------------------- |
| Été 2015 | En cours | Jean-Jacques Michau Alain Toméo | PS        | Maire de Moulin-Neuf (depuis 2001) Président de la communauté de communes du pays de Mirepoix |